# فاتوس نانو
فاتوس نانو (انگلیسی: Fatos Nano؛ زادهٔ ۱۶ سپتامبر ۱۹۵۲) یک سیاست‌مدار اهل آلبانی است.